# Miss Italia 2006
Miss Italia 2006 si è svolta a Salsomaggiore Terme il 18, 19, 21 e 22 settembre 2006, ed è stata condotta da Carlo Conti. Vincitrice del concorso è stata la diciannovenne Claudia Andreatti di Pergine Valsugana (TN). Seconda classificata Elisa Silvestrin di Oderzo (TV) vincitrice del titolo Miss Cinema e infine terza Ylenia De Valeri di Roma vincitrice della fascia Miss Sorriso.

## La gara
Miss Italia 2006 si è svolta in quattro serate dal 18 al 22 settembre 2006, con una pausa di un giorno il 20, condotte da Carlo Conti da Salsomaggiore Terme. L'organizzazione dell'evento è ad opera di Rai Uno, con Patrizia Mirigliani ed Enzo Mirigliani, e la partecipazione del comune di Salsomaggiore Terme. Oltre ad una giuria che varia ogni serata, c'è una commissione tecnica che si occupa delle Miss, composta da Lucia Bosè (Presidentessa), Marco Rossi, Rossella Brescia, Marco Liorni, Marta Cecchetto, Fausto Brizzi, Anna Falchi e Robin.
Nel corso delle quattro serate le centouno candidate vengono visionate e giudicate dalla commissione tecnica e dalla giuria. Le candidate passano da una fase della gara alla successiva attraverso il televoto, unito al giudizio della giuria. Durante la serata finale le concorrenti rimaste in gara sono trenta, comprese alcune ripescate dalle prime due serate, e da queste viene selezionata la vincitrice del concorso, la diciannovenne trentina Claudia Andreatti, che viene incoronata dall'attore Sylvester Stallone, presidente della giuria. La Andreatti è la prima Miss Italia proveniente dal Trentino-Alto Adige.

## Piazzamenti
| Risultato finale     | Concorrente |
| -------------------- | --- |
| Miss Italia 2006     | - – Claudia Andreatti |
| Seconda classificata | - – Elisa Silvestrin |
| Terza classificata   | - – Ylenia de Valeri |
| Top 5                | - – Ermelinda Formisano - – Eleonora Arganese |
| Top 30               | - – Claudia Ferraris - – Chiara Della Mora - – Cecilia Victoria Rossi - – Gloria Nicoletti - – Eliana Chiavetta - – Silvia Busia - – Chiara Giordano - – Linda Morselli - – Anna Bassano - – Gaia Maria Lia - – Maria Luisa Massara - – Giulia Geremia - – Rossella Di Muro - – Ivana Criniti - – Elisa Lisitano - – Elisabeth Timpone - – Elena Ripamonti - – Luana Faiano - – Susanne Zuber - – Federica Coli - – Claudia Delogu - – Gaia Variale - – Yasmin Sirianni - – Francesca Meniconi - – Rosa Baiano - – Alessia Onzaca |

## Altri riconoscimenti
- Miss Cinema: Elisa Silvestrin (Veneto)
- Miss Eleganza: Linda Morselli (Lombardia)
- Miss Diva&Donna: Elisa Silvestrin (Veneto)
- Miss Cotonella: Manuela Virdis (Liguria)
- Miss Sasch Modella Domani: Maria Cristina Carella (Puglia)
- Miss Deborah: Roberta Possanzini (Lazio)
- Miss Bioetyc: Alessia Onzaca (Campania)
- Miss Televoto Lea Foscati: Ermelinda Fornisano (Campania)
- Miss L'aura Blu Moda Mare: Chiara Giordano (Puglia)
- Miss Miluna: Gaia Maria Lia (Puglia)
- Miss Wella: Angela Caccamo (Sicilia)
- Miss Rocchetta Bellezza: Elisa Lisitano (Sicilia)
- Miss Lei Card di Agos: Roberta Cara (Liguria)
- Miss Peugeot: Federica Mosconi (Romagna)
- Miss Dermogella: Claudia Andreatti (Trentino A.Adige)
- Miss Novella 2000: Claudia Andreatti (Trentino A.Adige)
- Miss Sorriso: Ylenia De Valeri (Lazio)
- Miss Ragazza in Gambissime: Eleonora Alari (Lombardia)
- Miss Ragazza Moderna: Hellen Scopel (Trentino Alto Adige)

## Le concorrenti
001) Elanne Vallet (Miss Valle d'Aosta)

002) Daniela Signorile (Miss Piemonte)

003) Claudia Ferraris (Miss Lombardia)

004) Claudia Andreatti (Miss Trentino Alto Adige)

005) Chiara Della Mora (Miss Friuli Venezia Giulia)

006) Martina Mason (Miss Veneto)

007) Manuela Virdis (Miss Liguria)

008) Cecilia Victoria Rossi (Miss Emilia)

009) Maddalena Mazzoli (Miss Romagna)

010) Giada Fogli (Miss Toscana)

011) Martina Silvestri (Miss Umbria)

012) Maria Giovanna Zaffini (Miss Marche)

013) Giorgia Giordani (Miss Abruzzo)

014) Jasmine Gigli (Miss Lazio)

015) Claudia Mercurio (Miss Campania)

016) Stefania Cambio (Miss Molise)

017) Chiara Giordano (Miss Puglia)

018) Linda Suriano (Miss Calabria)

019) Gloria Nicoletti (Miss Basilicata)

020) Eliana Chiavetta (Miss Sicilia)

021) Silvia Busia (Miss Sardegna)

022) Maura Angy Maratta (Miss Roma)

023) Aida Nasser (Miss Milano)

024) Alessandra Mancino (Miss Cinema Piemonte)

025) Alessia Lauteri (Miss Cinema Umbria)

026) Pamela Gallina (Miss Cinema Abruzzo)

027) Susy Agliata (Miss Cinema Campania)

028) Maria Cristina Carella (Miss Cinema Puglia)

029) Linda Morselli (Miss Eleganza Lombardia)

030) Marika Diminutto (Miss Eleganza Friuli Venezia Giulia)

031) Elisa Silvestrin (Miss Eleganza Veneto)

032) Ylenia De Valeri (Miss Eleganza Lazio)

033) Anna Bassano (Miss Eleganza Campania)

034) Gaia Maria Lia (Miss Eleganza Puglia)

035) Maria Luisa Massara (Miss Eleganza Sicilia)

036) Valentina Delbarba (Miss Rocchetta Bellezza Lombardia)

037) Laura Romeo (Miss Rocchetta Bellezza Liguria)

038) Consuelo Scappi (Miss Rocchetta Bellezza Emilia)

039) Michela Maltoni (Miss Rocchetta Bellezza Romagna)

040) Sara Casaccia (Miss Rocchetta Bellezza Marche)

041) Giulia Geremia (Miss Rocchetta Bellezza Lazio)

042) Eleonora Arganese (Miss Rocchetta Bellezza Campania)

043) Maria Distaso (Miss Rocchetta Bellezza Molise)

044) Rossella Di Muro (Miss Rocchetta Bellezza Puglia)

045) Ivana Criniti (Miss Rocchetta Bellezza Calabria)

046) Elisa Lisitano (Miss Rocchetta Bellezza Sicilia)

047) Federica Deiana (Miss Rocchetta Bellezza Sardegna)

048) Isabella Fantino (Miss Sasch Modella Domani Valle d'Aosta)

049) Alice Mantoan (Miss Sasch Modella Domani Piemonte)

050) Eleonora Alari (Miss Sasch Modella Domani Lombardia)

051) Elisabeth Timpone (Miss Sasch Modella Domani Trentino Alto Adige)

052) Elena Ripamonti (Miss Sasch Modella Domani Veneto)

053) Roberta Cara (Miss Sasch Modella Domani Liguria)

054) Tanya Sezzi (Miss Sasch Modella Domani Emilia)

055) Rebecca Moretti (Miss Sasch Modella Domani Toscana)

056) Veronica Balduzzi (Miss Sasch Modella Domani Lazio)

057) Annabella Pomo (Miss Sasch Modella Domani Campania)

058) Luana Faiano (Miss Sasch Modella Domani Puglia)

059) Angela Caccamo (Miss Sasch Modella Domani Sicilia)

060) Isabella Scoppettone (Miss Wella Valle d'Aosta)

061) Valentina Oddi (Miss Wella Lazio)

062) Susanne Zuber (Miss Wella Trentino Alto Adige)

063) Alice Bellon (Miss Wella Veneto)

064) Irene Madini (Miss Wella Liguria)

065) Dounia El Moutii (Miss Wella Romagna)

066) Annalisa Petrini (Miss Wella Umbria)

067) Ermelinda Formisano (Miss Wella Campania)

068) Katia Mastroiacovo (Miss Wella Molise)

069) Sabrina Di Vico (Miss Wella Puglia)

070) Veronica Sciacca (Miss Wella Sicilia)

071) Francesca Alessandra Simone (Miss Bioetyc Lombardia)

072) Lara Stuttgard (Miss Bioetyc Liguria)

073) Lorenza Morisi (Miss Bioetyc Emilia)

074) Federica Coli (Miss Bioetyc Toscana)

075) Linda Bambini (Miss Bioetyc Umbria)

076) Federica Foresi (Miss Bioetyc Marche)

077) Valentina Serrani (Miss Bioetyc Lazio)

078) Roberta Luongo (Miss Bioetyc Campania)

079) Noemi Rosa Maganuco (Miss Bioetyc Sicilia)

080) Claudia Delogu (Miss Bioetyc Sardegna)

081) Francesca Penna (Miss Deborah Valle d'Aosta)

082) Hellen Scopel (Miss Deborah Trentino Alto Adige)

083) Caterina Faraone (Miss Deborah Friuli Venezia Giulia)

084) Ylenia Moreni (Miss Deborah Liguria)

085) Beatrice Righi (Miss Deborah Emilia)

086) Roberta Possanzini (Miss Deborah Lazio)

087) Stefania Morabito (Miss Deborah Campania)

088) Gaia Variale (Miss Deborah Puglia)

089) Yasmin Sirianni (Miss Deborah Calabria)

090) Grazia Cipriani (Miss Deborah Sicilia)

091) Patrizia Lavagno (Miss L'auraBlu Moda Mare Valle d'Aosta)

092) Giulia Papotti (Miss L'auraBlu Moda Mare Lombardia)

093) Silvia Soncini (Miss L'auraBlu Moda Mare Emilia)

094) Federica Mosconi (Miss L'auraBlu Moda Mare Romagna)

095) Francesca Meniconi (Miss L'auraBlu Moda Mare Umbria)

096) Rosa Baiano (Miss L'auraBlu Moda Mare Campania)

097) Katia Oliveto (Miss L'auraBlu Moda Mare Molise)

098) Maria Cristina Vitiello (Miss L'auraBlu Moda Mare Basilicata)

099) Ramona Risina (Miss L'auraBlu Moda Mare Sicilia)

100) Claudia Carta (Miss L'auraBlu Moda Mare Sardegna)

101) Alessia Onzaca (Miss Capri Hollywood)

## Riserve
102) Valentina Gatto (Miss Sasch Modella Domani Calabria)

## Ascolti
| Puntata           | Spettatori | Share  | Fonte |
| ----------------- | ---------- | ------ | ----- |
| 18 settembre 2006 | 3.792.000  | 21,42% | [ 4 ] |
| 19 settembre 2006 | 4.003.000  | 21,03% | [ 5 ] |
| 21 settembre 2006 | 3.807.000  | 20,65% | [ 6 ] |
| 22 settembre 2006 | 7.389.000  | 37,50% | [ 7 ] |